# Санта-Мария-Иммаколата-ди-Лурд-а-Боччеа (титулярная церковь)
Титулярная церковь Санта-Мария-Иммаколата-ди-Лурд-а-Боччеа (лат. Titulum Sanctae Mariae Immaculatae Lourdensis ad Viam Bocceam) — титулярная церковь была создана Папой Иоанном Павлом II 3 мая 1985 года. Титул принадлежит церкви Санта-Мария-Иммаколата-ди-Лурд-а-Боччеа, расположенной в квартале Рима Аурелио на виа Санта-Бернадетт.

## Список кардиналов-священников титулярной церкви Санта-Мария-Иммаколата-ди-Лурд-а-Боччеа
- Хуан Франсиско Фресно Ларраин — (25 мая 1985 — 14 октября 2004, до смерти);
- Николай Чон Джин Сок — (24 марта 2006 — 27 апреля 2021, до смерти);
- Ричард Кууя Баавобр, M. Afr. — (27 августа 2022 — 27 ноября 2022, до смерти);
- Франсуа-Ксавье Бустильо — (30 сентября 2023 — по настоящее время).